# Referèndum constitucional de Corea del Sud de 1962
El 17 de desembre de 1962 es va celebrar un referèndum constitucional a Corea del Sud. La nova constitució va ser aprovada pel 80,6% dels votants, amb una participació del 85,3%.

## Resultats
| Opcions                        | Vots       | %    |
| ------------------------------ | ---------- | ---- |
| Per                            | 8.339.333  | 80.6 |
| En contra                      | 2.008.801  | 19.4 |
| Vots en blanc/no vàlids        | 237.864    | –    |
| Total                          | 10.585.998 | 100  |
| Electors inscrits/participació | 12.412.798 | 85.1 |
| Font: Nohlen et al.            |            |      |